# Stadio Arechi
Stadio Arechi je fotbalový stadion ve městě Salerno. Jeho stavba byla dokončena v roce 1990. Stavěl se v letech 1984 až 1990 a je pojmenován po Lombardském vévody Arechiho II., který žil v 8. století. Proto se stadionu přezdívá Il principe degli stadi (Stadion princů). Také stadion slouží pro hudební koncerty.

## Historie
Stavební práce byly zahájeny v roce 1984 a dokončeny za šest let v roce 1990. Nahradil tak starý stadion Stadio Donato Vestuti. Slavnostní otevření bylo v září 1990 proti Padově (0:0), při utkání ve druhé lize. V roce 1998, byla provedena restrukturalizace za účelem přizpůsobení utkání v nejvyšší lize. V roce 2019 byl stadion znovu zrekonstruován, aby se zde mohlo hrát některé fotbalové zápasy (včetně finále mužského turnaje) XXX Univerziády a dále v roce 2021, aby bylo přizpůsobeno v nejvyšší lize.
Vzhledem k tomu, že zde není atletická dráha, nejsou mezi hřištěm a tribunami žádné meziprostory. Zpočátku byla kapacita 45 000 míst, ale po změnách provedených rekonstrukcí v roce 1998 byla kapacita zvýšena na 50 000 míst. Po legislativních změnách ohledně stadionů došlo ke snížení celkové kapacity na cca 38 000 míst (z toho 31 300 homologovaných).
Italská fotbalová reprezentace zde v letech 1991, 1995 a 1998 odehrály své zápasy.